# U.S. Repeating Arms Company
La U.S. Repeating Arms Company è una fabbrica d'armi statunitense con sede in New Haven, nello stato del Connecticut.
Venne creata da alcuni dipendenti della Winchester Repeating Arms Company, che nel 1981 ne rilevarono una parte allo scopo di acquisire i diritti di produzione e continuare così la produzione negli USA di alcuni prodotti, in particolare della carabina Winchester.